# Liste d'enseignes de la grande distribution
Cet article présente la liste d'enseignes de la grande distribution (hypermarchés, supermarchés, supérettes, hard-discounts, etc.) triées par continent puis par pays.

## Amérique du Nord
Loblaw Companies Limited

## Asie

### Hong Kong
- ParknShop

### Singapour
- Carrefour
- Cold Storage (Groupe Dairy Farm International Holdings)
- Giant (Groupe Dairy Farm International Holdings)
- Isetan
- Jasons Market Place (Groupe Dairy Farm International Holdings)
- NTUC Fairprice
- Prime Supermarket
- Sheng Siong
- Shop N Save (Groupe Dairy Farm International Holdings)